# Eugenia haematocarpa
Eugenia haematocarpa är en myrtenväxtart som beskrevs av Brother Alain. Eugenia haematocarpa ingår i släktet Eugenia och familjen myrtenväxter. IUCN kategoriserar arten globalt som starkt hotad.
Artens utbredningsområde är Puerto Rico. Inga underarter finns listade i Catalogue of Life.